# Hüttig AG
Die Hüttig AG war ein Unternehmen in Dresden, das in der Rechtsform der Aktiengesellschaft von 1897 bis 1909 bestand und Kameras (Fotoapparate) baute. Es ging zurück auf eine 1862 in Berlin gegründete Kamerawerkstatt.

## Der Gründer Richard Hüttig
Richard Hüttig erlernte den Beruf eines Tischlers und arbeitete ab 1856 in Berlin in einer Präzisionstischlerei für Kameras, wo er auch die Meisterprüfung ablegte. Hier kopierte er erfolgreich französische und englische Kameras nach Vorbildern von Louis Daguerre und entwickelte eigene Modelle. 1897 gründete er in Dresden die nach ihm benannte Aktiengesellschaft. Hüttig war Leiter des zeitweilig größten Kamerawerkes Dresdens. Nachdem sein Unternehmen 1909 Teil der Internationalen Camera Actiengesellschaft (ICA) wurde, verlor er an Bekanntheit. Hüttig verarmte und erhielt mit Hilfe der Stadt Dresden einen Platz im Altersheim. Seine Sterbedaten sind nicht bekannt.

## Fabrik photographischer Apparate auf Aktien
In dem stetig wachsenden Fach der Fotografie sah Hüttig eine berufliche Zukunft und eröffnete in Berlin 1862 eine eigene Werkstatt. Um der wachsenden Berliner Konkurrenz zu entgehen, wechselte Hüttig 1887 nach Dresden. Hier arbeitete er zunächst mit vier Kameratischlern in der Chemnitzer Straße Nr. 12. Bald schon beschäftigte Hüttig 15 Gesellen und das Unternehmen expandierte weiter. 1890 trat sein Sohn Carl ins väterliche Geschäft ein, das nun unter dem Namen Kunsttischlerei photographischer Apparate Richard Hüttig & Sohn firmierte. Hüttig entwickelte eigene Kameras, wobei er das nötige Zubehör, wie z. B. die Optiken (Objektive), von anderen Herstellern bezog. Seine stetig wachsende Kunsttischlerei vergrößerte sich bald zu einer Fabrik. 1893 bezog Hüttig in der Schandauer Straße Nr. 76 neue Gebäude, die nun als Fabrik photographischer Apparate auf Aktien in Erscheinung trat. Das Unternehmen beschäftigte nun rund 200 Mitarbeiter. Es wurden zahlreiche Hilfsmaschinen angeschafft und die Produktion betrug im Jahr 1900 rund 50000 Apparate, zusätzlich wurden Objektive, Projektionslaternen, Satiniermaschinen, Stative oder sonstige fotografische Artikel hergestellt. Dabei besaß das Unternehmen sogenannte Engros-Verkaufsgeschäfte in Berlin und Wien. 1897 erfolgte die Umwandlung in die Aktiengesellschaft Hüttig AG. Carl Hüttig bezog ein Jahresgehalt von 10000 Mark und war bis Ende 1906 der Gesellschaft als Vorstand verpflichtet, was gleichbedeutend damit war, dass er sich innerhalb der nächsten 50 Jahre „in keiner Weise an irgend einem Konkurrenzunternehmen beteiligen“ durfte.
| Umsatz in Mark: - 1897: 0907003 - 1898: 1255073 - 1899: 1623421 - 1900: 1890615 - 1901: 2501115           | Vertrieb und Beschäftigte - Versandt wurden rund 180156 Apparate - Die Gesellschaft betrieb bedeutenden Export - Arbeiterzahl lag bei über 700 Beschäftigten |
| Unternehmensführung                                                                                       | |
| Direktion: Carl Hüttig Prokuristen: - Rich. Lange - Oskar Knauthe - Otto Lorenz - Friedr. Herm - Rud. Noa | Aufsichtsrat: Geh. Komm.-Rat Victor Hahn Stellvertreter - Arth. Pekrun - Franz Richard Hüttig - Ed. Zabel - Fr. Aug. Fichtner - Dir. Ferd. Salomon           |

## Niedergang
Unternehmerische Fehlentscheidungen, wie z. B. eine kaum überschaubare Produktvielfalt, brachten die Hüttig AG in finanzielle Schwierigkeiten. Dazu kamen finanzielle Unregelmäßigkeiten, die Carl Hüttig eine Gefängnisstrafe einbrachten. In Zeitungsanzeigen wurde noch 1906 damit geworben, dass Hüttig Deutschlands größtes Kamerawerk mit 800 Arbeitern sei. Die Geschäftsführung wurde von Guido Mengel übernommen, der die Fusion einiger Dresdner Kamerafabriken zu einem neuen Konzern betrieb. 1909 ging die Hüttig AG in der neu gegründeten Internationale Camera Actiengesellschaft auf. Zu diesem Zeitpunkt beschäftigte sie rund 800 Produktionsarbeiter und zählte zu den größten Kamerabetrieben Europas. Der Versuch, die Dresdner Ernemann-Werke als bedeutenden Mitbewerber der Hüttig AG in diesen neuen Konzern einzubinden, schlug fehl. Das Warenzeichen der Hüttig AG, ein Pentagramm, wurde in leicht veränderter Form von der ICA übernommen. 1926 ging diese in der Zeiss Ikon AG auf.

## Produkte

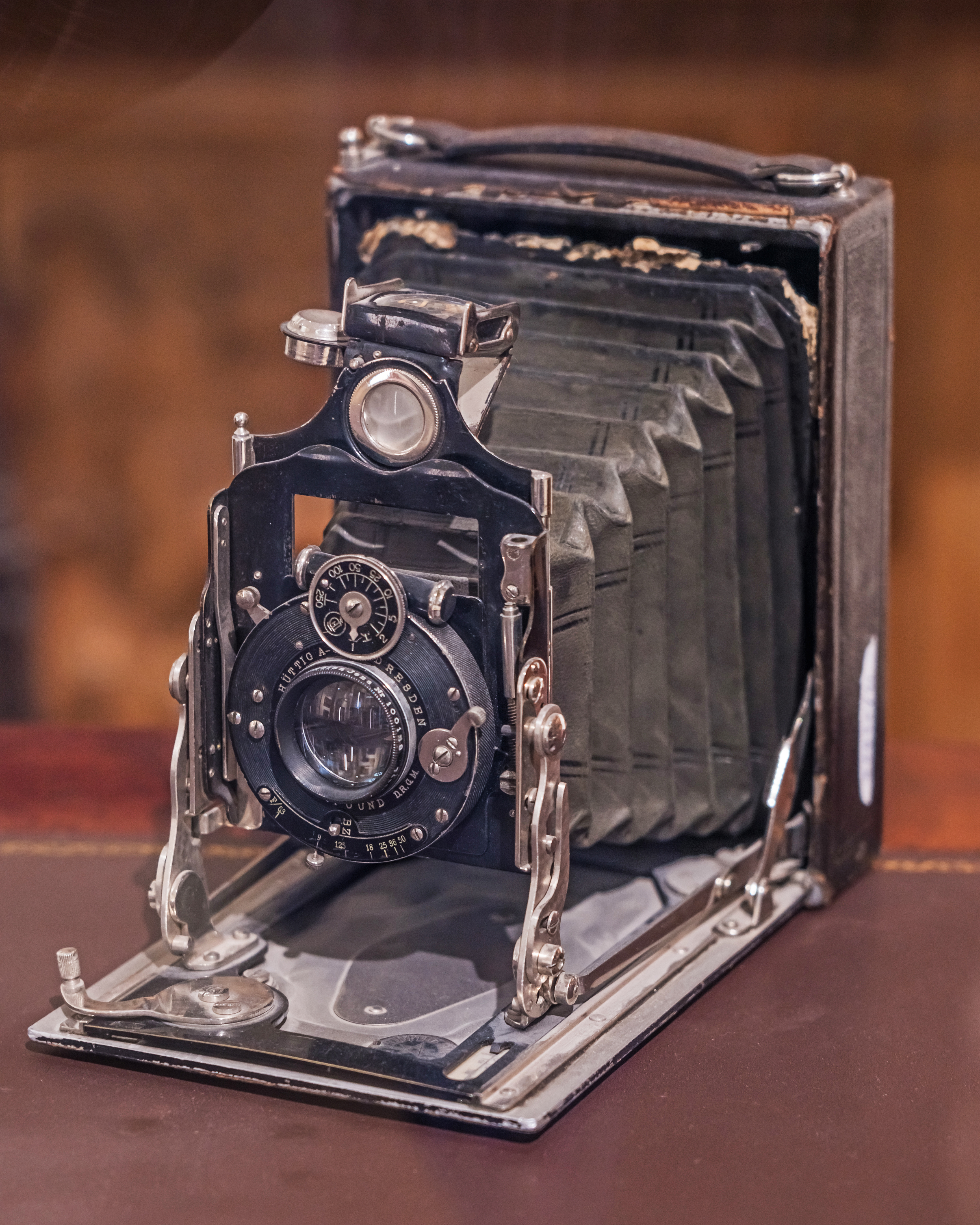
Eine Hüttig-Kamera der Marke Cupido, Anfang des 20. Jh.

Hüttig Modell II, um 1900

Zu den Produkten des Unternehmens zählten insbesondere Platten- und Rollfilmkameras, von denen 1904 ca. 90 Grundtypen in über 400 Varianten angeboten wurden. Dabei wurden zunächst ausschließlich Apparate für Berufsfotografen hergestellt. Im Jahr 1896 präsentierten Richard Hüttig & Sohn mit der Zeus-Spiegel-Kamera die erste einäugige Spiegelreflexkamera aus Dresdner Produktion und waren damit Mitbegründer des herausragenden Rufs Dresdens im Kamerabau. Das 2. Modell dieser Kamera besaß 1897 ein auswechselbares Objektiv. Neben Apparaten für die Fotografie wurden auch Filmkameras für die Aufnahmen auf Filmspulen angeboten. Schließlich wurde 1906 die Spiegel-Reflex-Künstler-Kamera auf den Markt gebracht, die als Spitzenmodell der damaligen Zeit galt.
Kameras der Hüttig AG waren auf der Pariser Weltausstellung im Jahr 1900 zu sehen. Dort hieß es:

„Die Firma Hüttig hat es verstanden, der Entwicklung der Photographie zu folgen und beim Betrachten der ausgestellten Apparate wird man belehrt, dass sie sich alle Neuerungen und Erfindungen auf photographischem Gebiet zu nutze gemacht hat.“